# Theudegisel nyugati gót király
Theudigisel, más írásmóddal Thiudigisglosa, Teudiselo (latinul: Theudisclus), (500 körül – 549 decembere) nyugati gót király 548-tól haláláig.

## Élete
Már Theudis király alatt hadvezérként műnködött. Legyőzte a frankokat Zaragozánál 541-ben. 548-ban meggyilkolta/meggyilkoltatta Theudist és a helyére lépett. A Getica mindössze ennyit ír róla:
| Getica, LVIII:303 Thiudigisglosa követte őt [Theudist] a hatalomban, aki nem sokáig uralkodott, mivel övéi meggyilkolták. |

Sevillai Szent Izidor szerint a következő évben Sevillában egy lakoma során ölték meg: erkölcstelen életmódja matt. A Chronica Regum Visigotthorum feljegyzése szerint 1 év 6 hónap 13 napig uralkodott.